# Centrale de la Sainte-Marguerite-2
La centrale de la Sainte-Marguerite-2 désigne un aménagement hydroélectrique de 17,6 MW constitué d'une centrale, un barrage et d'un réservoir construits en 1954 près de l'embouchure de la rivière Sainte-Marguerite par la Gulf Power, filiale de la compagnie Iron Ore du Canada (IOC). 
La production de cette centrale est essentiellement consacrée à l'alimentation en électricité des installations de l'entreprise à Sept-Îles. Elle est reliée aux installations portuaires de l'IOC par une ligne à haute tension privée de 27 km à 44 kV. 

## Histoire

### Première centrale
Comme son nom l'indique, l'aménagement de la Sainte-Marguerite-2 est le second aménagement hydroélectrique construit sur la rivière Sainte-Marguerite. Il est situé à 10 km de l'embouchure de la rivière et à 3 km en amont d'une autre petite centrale hydroélectrique, Sainte-Marguerite-1, d'une puissance installée de 30,5 MW, qui est établie sur le même site que la première usine à tirer profit du potentiel hydraulique de la rivière au début du XXe siècle.
À la fin du XIXe siècle, Les frères William et George Clarke fondent Clarke City où ils construisent usine de pâte à papier. En 1908, la pulperie de la Gulf Pulp and Paper Company, qui tirait déjà profit d'une partie forces hydrauliques, installent un premier groupe turbo-alternateur d'une puissance de 12 000 chevaux-vapeur (8 952 kW). La centrale produira l'électricité nécessaire pour alimenter l'usine et le village. 

### Construction de SM-2
La compagnie Gulf Pulp and Paper a obtenu le droit de louage des forces hydrauliques sur le site dit des « Deuxièmes Chutes » par une loi d'intérêt privé adoptée en février 1951. 
Le 29 août 1951, l'Iron Ore du Canada (IOC) créée une filiale, la Gulf Power. Quelques mois plus tard, le ministre des Finances, Onésime Gagnon mentionne un projet « sur la rivière Ste-Marguerite, par la Cie Gulf Power »  parmi les travaux en cours « pour augmenter nos réserves d'énergie électrique » dans le discours du Budget du 9 janvier 1952.
En mars 1953, les avocats de la Gulf Power déposent les plans des ouvrages et du réservoir à la Commission des eaux courantes de Québec et font publier des avis dans la  Gazette officielle du Québec, formalités importantes pour obtenir l'autorisation de construire l'aménagement: « Gulf Power Company, de la cité de Québec, dans le comté de Québec, se propose de demander l'autorisation de faire construire un barrage de forces hydrauliques sur les eaux bordées par le bloc "M" dans le canton d'Arnaud, dans le comté de Saguenay, et par le bloc "A" dans le canton de Leneuf, dans le comté de Saguenay, et que ce barrage emmagasinera aussi en toute saison les eaux de la rivière Marguerite (sic) dans le but de les conserver pour en régulariser le débit et assurer ainsi l'uniformité d'alimentation aux aqueducs et aux usines et la constance des forces hydrauliques », peut-on lire dans la Gazette officielle du 7 mars 1953. Un barrage d'une hauteur de 37 m est construit sur le site et sera mis en service en 1954.
Au tournant des années 1970, la Gulf Pulp and Paper, qui a cessé ses opérations en 1967, vend ses propriétés de Clarke City. L'IOC ajoute à sa propriété le barrage à crête déversante de la Première chute et le lit de la rivière entre les deux barrages, de manière à maintenir le niveau aval de du barrage SM-2 et garantir le bon fonctionnement de sa centrale. Toutefois, n'achète pas les propriétés situées sur les deux berges, ni la vieille centrale désaffectée et les droits sur les forces hydrauliques . Ces propriétés seront vendues à des promoteurs immobiliers locaux à la même époque.

### Nouveaux voisins
Au début des années 1990, deux initiatives d'Hydro-Québec modifient considérablement la situation sur la rivière Sainte-Marguerite. D'abord, le distributeur d'électricité annonce qu'il est prêt à négocier l'achat d'hydroélectricité auprès d'opérateurs de centrales privées de moins de 25 MW. La création de ce nouveau programme incite le promoteur Hydroméga à acheter la centrale et les droits hydrauliques pour le site SM-1 et à y redémarrer cette centrale après plus de 25 ans d'inactivité. La centrale de SM-1 sera remise en service en 1993. Sa puissance installée est à l'origine de 8,5 MW. Sa puissance sera toutefois augmentée à 30,5 MW à compter de 2002.
À cette même époque, Hydro-Québec obtient les autorisations nécessaires pour construire un important projet hydroélectrique comprenant une centrale de 882 MW et un barrage de 330 m de hauteur à 65 km de kilomètres en amont, ce qui entraîne une amélioration de la régulation du niveau dans le réservoir de SM-2 et des débits plus élevés à turbiner ou à évacuer.